# David Valadao
David Valadao (Hanford, 14 aprile 1977) è un politico statunitense, membro della Camera dei Rappresentanti per lo stato della California dal 2013 al 2019 e poi nuovamente dal 2021.

## Biografia
Nato in California da immigrati portoghesi, dopo il college Valadao diresse il caseificio di famiglia insieme ai fratelli.
Entrato in politica con il Partito Repubblicano, nel 2010 venne eletto all'interno della legislatura statale della California. Due anni dopo si candidò alla Camera dei Rappresentanti e riuscì a farsi eleggere con una netta maggioranza.
Riconfermato per altri due mandati, nel 2018 fu sconfitto dall'avversario democratico TJ Cox. Nel 2020 si candidò nuovamente per il seggio e riuscì a sconfiggere Cox tornando al Congresso.

## Vita privata
Sposato con Terra, Valadao ha tre figli.